# Česká měrná soustava
České království mělo svou měrnou soustavu, která se postupně vyvíjela. Tato měrná soustava platila od roku 1268. V roce 1765 za panování Marie Terezie byla do Čech importována rakouská měrná soustava, jejímž základem byl vídeňský sáh (1,89648384 m).

## Délkové míry
Základem byl pražský loket o délce 593 mm, jehož vzor byl zazděn do novoměstské radniční věže. 
| jednotka          | menší jednotky     | SI         |
| ----------------- | ------------------ | ---------- |
| 1 zrno            |                    | 4,94 mm    |
| 1 prst            | 4 zrna             | 19,77 mm   |
| 1 dlaň            | 4 prsty            | 79,1 mm    |
| 1 píď             | 10 prstů           | 197,7 mm   |
| 1 loket           | 3 pídě             | 593 mm     |
| 1 sáh             | 3 lokte            | 1779 mm    |
| 1 zemský provazec | 14 sáhů = 42 loktů | 24,906 m   |
| 1 jitro           | 5 provazců         | 124,53 m   |
| 1 prut            | 5 jiter            | 622,65 m   |
| 1 čtvrť           | 3 pruty            | 1,86795 km |
| 1 lán             | 4 čtvrtě           | 7,4718 km  |

## Zajímavosti
- Od slova píď je odvozen dodnes používaný výraz dopídit se, tedy dosáhnout po malých úsecích, po pídích.
- K tomuto slovu se také váže český frazeologismus neustoupit ani o píď – zde ve smyslu : neuhnout o sebemenší kousek.